# Wilder Mind
Wilder Mind is het derde studioalbum van de Britse indiefolkband Mumford & Sons. Het album verscheen op 4 mei 2015.

## Tracklist
| Nr. | Titel                   | Duur |
| --- | ----------------------- | ---- |
| 1.  | Tompkins Square Park    | 5:11 |
| 2.  | Believe                 | 3:41 |
| 3.  | The Wolf                | 3:41 |
| 4.  | Wilder Mind             | 4:38 |
| 5.  | Just Smoke              | 3:10 |
| 6.  | Monster                 | 3:56 |
| 7.  | Snake Eyes              | 4:08 |
| 8.  | Broad-Shouldered Beasts | 4:20 |
| 9.  | Cold Arms               | 2:49 |
| 10. | Ditmas                  | 3:38 |
| 11. | Only Love               | 4:36 |
| 12. | Hot Gates               | 4:47 |

## Bonustracks
| Nr. | Titel                       | Duur |
| --- | --------------------------- | ---- |
| 13. | Tompkins Square Park (live) | 5:13 |
| 14. | Believe (live)              | 3:49 |
| 15. | The Wolf (live)             | 3:53 |
| 16. | Snake Eyes (live)           | 4:15 |

## Hitnoteringen

### NederlandseAlbum Top 100
| Hitnotering: 09-05-2015 t/m | Hitnotering: 09-05-2015 t/m | Hitnotering: 09-05-2015 t/m | Hitnotering: 09-05-2015 t/m | Hitnotering: 09-05-2015 t/m | Hitnotering: 09-05-2015 t/m | Hitnotering: 09-05-2015 t/m | Hitnotering: 09-05-2015 t/m | Hitnotering: 09-05-2015 t/m | Hitnotering: 09-05-2015 t/m | Hitnotering: 09-05-2015 t/m | Hitnotering: 09-05-2015 t/m | Hitnotering: 09-05-2015 t/m | Hitnotering: 09-05-2015 t/m | Hitnotering: 09-05-2015 t/m | Hitnotering: 09-05-2015 t/m | Hitnotering: 09-05-2015 t/m | Hitnotering: 09-05-2015 t/m | Hitnotering: 09-05-2015 t/m | Hitnotering: 09-05-2015 t/m | Hitnotering: 09-05-2015 t/m |
| Week:                       | 1                           | 2                           | 3                           | 4                           | 5                           | 6                           | 7                           | 8                           | 9                           | 10                          | 11                          | 12                          | 13                          | 14                          | 15                          | 16                          | 17                          | 18                          | 19                          | 20                          |
| --------------------------- | --------------------------- | --------------------------- | --------------------------- | --------------------------- | --------------------------- | --------------------------- | --------------------------- | --------------------------- | --------------------------- | --------------------------- | --------------------------- | --------------------------- | --------------------------- | --------------------------- | --------------------------- | --------------------------- | --------------------------- | --------------------------- | --------------------------- | --------------------------- |
| Positie:                    | 1                           | 2                           | 4                           | 2                           | 5                           | 5                           | 7                           | 7                           | 6                           | 3                           | 12                          | 10                          | 12                          | 17                          | 12                          | 13                          | 19                          | 15                          | 16                          | 20                          |
| Week:                       | 21                          | 22                          | 23                          | 24                          | 25                          | 26                          | 27                          | 28                          | 29                          | 30                          | 31                          | 32                          | 33                          | 34                          | 35                          | 36                          | 37                          | 38                          | 39                          | 40                          |
| Positie:                    | 29                          | 29                          | 34                          | 52                          | 58                          | 65                          | 30                          | 45                          | 47                          | 46                          | 40                          | 52                          | 54                          | 58                          | 56                          | 41                          | 41                          | 51                          | 59                          | 52                          |
| Week:                       | 41                          | 42                          | 43                          | 44                          | 45                          | 46                          | 47                          | 48                          | 49                          | 50                          | 51                          | 52                          | 53                          | 54                          | 55                          | 56                          | 57                          | 58                          | 59                          | 50                          |
| Positie:                    | 48                          | 53                          | 54                          | 74                          | 65                          | 67                          | 76                          | 71                          |                             |                             |                             |                             |                             |                             |                             |                             |                             |                             |                             |                             |

### VlaamseUltratop 200Albums
| Hitnotering: 09-05-2015 t/m | Hitnotering: 09-05-2015 t/m | Hitnotering: 09-05-2015 t/m | Hitnotering: 09-05-2015 t/m | Hitnotering: 09-05-2015 t/m | Hitnotering: 09-05-2015 t/m | Hitnotering: 09-05-2015 t/m | Hitnotering: 09-05-2015 t/m | Hitnotering: 09-05-2015 t/m | Hitnotering: 09-05-2015 t/m | Hitnotering: 09-05-2015 t/m | Hitnotering: 09-05-2015 t/m | Hitnotering: 09-05-2015 t/m | Hitnotering: 09-05-2015 t/m | Hitnotering: 09-05-2015 t/m | Hitnotering: 09-05-2015 t/m | Hitnotering: 09-05-2015 t/m | Hitnotering: 09-05-2015 t/m | Hitnotering: 09-05-2015 t/m | Hitnotering: 09-05-2015 t/m | Hitnotering: 09-05-2015 t/m |
| Week:                       | 1                           | 2                           | 3                           | 4                           | 5                           | 6                           | 7                           | 8                           | 9                           | 10                          | 11                          | 12                          | 13                          | 14                          | 15                          | 16                          | 17                          | 18                          | 19                          | 20                          |
| --------------------------- | --------------------------- | --------------------------- | --------------------------- | --------------------------- | --------------------------- | --------------------------- | --------------------------- | --------------------------- | --------------------------- | --------------------------- | --------------------------- | --------------------------- | --------------------------- | --------------------------- | --------------------------- | --------------------------- | --------------------------- | --------------------------- | --------------------------- | --------------------------- |
| Positie:                    | 7                           | 2                           | 4                           | 5                           | 6                           | 8                           | 7                           | 12                          | 12                          | 9                           | 11                          | 12                          | 12                          | 11                          | 16                          | 13                          | 22                          | 26                          | 28                          | 29                          |
| Week:                       | 21                          | 22                          | 23                          | 24                          | 25                          | 26                          | 27                          | 28                          | 29                          | 30                          | 31                          | 32                          | 33                          | 34                          | 35                          | 36                          | 37                          | 38                          | 39                          | 40                          |
| Positie:                    | 32                          | 41                          | 34                          | 41                          | 42                          | 45                          | 35                          | 31                          | 37                          | 43                          | 48                          | 34                          | 37                          | 32                          | 35                          | 39                          | 31                          | 37                          | 43                          | 48                          |